# Kanfanar
Kanfanar, popis 1991; skupaj: 535
Kanfanar (italijansko Canfanaro) je istrsko naselje in sedež istoimenske občine, ki upravno spada pod Istrsko županijo.
Kanfanar je naselje na nadmorski višini 284 mnm v južnem delu Istre. Leži severovzhodno od Rovinja, od katerega je oddaljen 20 km. V Kanfanarju samem živi 473 stalnih prebivalcev (popis 2001), v celi občini, ki meri 58 km², pa 1457. Sedaj je Kanfanar predvsem pomembno cestno križišče na evropski poti E751, ki je bilo zgrajeno 1999, prej pa je bilo tu železniško vozlišče na progi Divača - Pulj. V Kanfanarju je bil odcep proge proti Rovinju, ki je sedaj ukinjen. Kanfanar naj bi bil tudi končna postaja proge Porečanke, vendar tovrstni načrti niso bili nikoli uresničeni in je bila proga zgrajena samo do Poreča.

## Podnebje
Podnebje v Kanfanarju in okolici je blago sredozemsko s približno 2300 sončnimi urami letno. Najvišje temperature se v poletnih mesecih povzpnejo tudi do 35 °C. Povprečna februarska temperatura je 10 °C.

## Zgodovina
Področje današnjega Kanfanarja je bilo naseljeno že v prazgodovini, v dobi starega Rima in v srednjem veku. Današnje ime se prvič omenja leta 1096 v listinah oglejskega patriarha. Večji razvoj pa je Kanfanar doživel potem, ko so se sem po letu 1630 pričeli priseljevati pribežniki iz bližnjega Dvigrada, ki so bežali pred kugo in malarijo. V novo cerkev, ki so jo pribežniki zgradili v Kanfanarju, so prinesli relikvije iz stare bazilike v Dvigradu. Leta 1714 so v Kanfanar preselili sedež kapitlja dvigradske cerkve.

## Gospodarstvo
Kanfanar se je gospodarsko okrepil z izgradnjo železnice Divača - Pulj z odcepom Kanfanar - Rovinj leta 1876. Po ukinitvi rovinjske proge leta 1966 se je Kanfanar povezal s cestnim prometom, ko so posodobili cesto v Rovinj. Med letoma 2005 in 2006 so zgradili tovarno tobaka, ki se je sem preselila iz Rovinja.
Področje je znano po velikem kamnolomu, ki deluje tu še iz časa gradnje železnice. Spada v vrsto trdih apnencev in je najbolj znan istrski arhitektonsko-gradbeni kamen.

## Demografija
| Pregled števila prebivalcev po letih | Pregled števila prebivalcev po letih | Pregled števila prebivalcev po letih | Pregled števila prebivalcev po letih | Pregled števila prebivalcev po letih | Pregled števila prebivalcev po letih | Pregled števila prebivalcev po letih | Pregled števila prebivalcev po letih | Pregled števila prebivalcev po letih | Pregled števila prebivalcev po letih | Pregled števila prebivalcev po letih | Pregled števila prebivalcev po letih | Pregled števila prebivalcev po letih | Pregled števila prebivalcev po letih | Pregled števila prebivalcev po letih |
| ------------------------------------ | ------------------------------------ | ------------------------------------ | ------------------------------------ | ------------------------------------ | ------------------------------------ | ------------------------------------ | ------------------------------------ | ------------------------------------ | ------------------------------------ | ------------------------------------ | ------------------------------------ | ------------------------------------ | ------------------------------------ | ------------------------------------ |
| 1857                                 | 1869                                 | 1880                                 | 1890                                 | 1900                                 | 1910                                 | 1921                                 | 1931                                 | 1948                                 | 1953                                 | 1961                                 | 1971                                 | 1981                                 | 1991                                 | 2001                                 |
| 807                                  | 821                                  | 526                                  | 567                                  | 721                                  | 766                                  | 1279                                 | 1286                                 | 563                                  | 549                                  | 589                                  | 528                                  | 500                                  | 535                                  | 473                                  |